# Eperbéka
Az eperbéka (Oophaga pumilio, korábban Dendrobates pumilio) a kétéltűek (Amphibia) osztályának békák (Anura) rendjébe, ezen belül a nyílméregbéka-félék (Dendrobatidae) családjába tartozó faj.
A korábbi rendszerbesorolások szerint, a Dendrobates nembe tartozott Dendrobates pumilio néven.
Nemének a típusfaja.

## Előfordulása
Az eperbéka Panama, Costa Rica és Nicaragua esőerdeiben él. Az állatokat mérgük miatt gyűjtik, mégis az élőhelyük pusztulása veszélyezteti e fajt.

## Megjelenése
Testhossza 25 milliméter. Testének színezete piros, hátsó lába, combtól lefelé, valamint mellső lábának kézfeje azonban kék. Hátán is kis kék foltok találhatók. Feltűnő színei a mérgező voltára figyelmeztetik a rá vadászókat. Az eperbéka szeme nagy és fekete.

## Életmódja
Az erdő talaján és a fákon él. Tápláléka kisebb rovarok, hangyák, pókok és ugróvillások.

## Szaporodása
A párzási időszak az esős évszakban van. A nőstény 4–6 petét tojik, melyeket a talajon helyez el. A frissen kelt ebihalak felmásznak anyjuk hátára, így az nedvesen tartja őket. A nőstény minden egyes ebihalat egy fákon élő növény (bromélia) csésze alakú középpontjában helyez el, ahol az esővízből egy kis „úszómedence” képződött. A békának ehhez több méter távolságba kell a kicsinyeket szállítania. Fejlődésük folyamán a nőstény rendszeres időközönként terméketlen petékkel eteti az ebihalakat. A kifejlett béka azután kimászik a növényből, és leereszkedik a földre, ahol elkezdődik számára a felnőtt élet.
|  |